# 遠藤ケイ
遠藤 ケイ（えんどう けい 1944年 - ）は、日本の作家、イラストレーター。日本はもとより世界各地を旅しながら、民俗学をテーマに人の生業や社会風俗を取材している。本名は遠藤敬吉。

## 略歴
- 新潟県三条市相生町（現・元町）に生まれる。中学校を卒業後に漫画家をめざして上京する。代々木のグラフィックデザイナースクールに通いながら、フリーのグラフィックデザイナー事務所に住み込みで就職する。16歳で先生に代わってデザインの仕事を始める。
- 3年後に独立したが、仕事のオファーがない毎日が続き、不安を感じ始めて放浪の旅に出る。旅の各地で、社会と隔絶された厳しい自然環境の中で暮らす人々と出会い、寝食を共にする。その体験を、当時イラストの依頼を受けていた「週刊プレイボーイ」誌（集英社）に持ち込み、『男の民俗学』を発表する。この企画は大きな反響を呼び、続いて『山と溪谷』誌（山と溪谷社）、『BE-PAL』誌（小学館）にも連載を始める。
- その頃に房総半島の山に移り住み、千葉県安房郡鋸南町の山中にログハウスを建て、親子4人で昔ながらの日本人の暮らしを体現する。その傍ら人と自然との関わりや知恵、技術などを執筆する。
- その後1998年（平成10年）に、より厳しい自然を求めて新潟県下田村笠堀（現・三条市）に移り住む。仕事場兼住宅の東屋とドラム缶風呂の小屋を自力で建て、厳しい自然環境の中での暮らしを実践している。

## 著書
- 男の民俗学 I・II・III（小学館）
- 熊を殺すと雨が降る-失われゆく山の民族（筑摩書房）
- 暮らしの和道具（筑摩書房）
- おこぜの空耳（かや書房）
- 親父の少年時代（かや書房）
- 田舎暮らしの民俗学（かや書房）
- 道具術（岩波書店）
- にっぽん求来紀行（毎日新聞社）
- こども遊び大全（新宿書房）
- 裏の山にいます（山と溪谷社）
- 遠藤ケイのキジ撃ち日記（山と溪谷社）
- 賢者の山へ（山と溪谷社）
- アジア（包） 上・下（山と溪谷社）　※包の字は○囲み
- 手作りおもちゃ大百科（勁文社）
- 野外冒険大百科（勁文社）

## 連載
- 蓼喰う人々 (日本裏食文化紀行) Dr.ピカソ (英知出版）

## テレビ出演
- 夕方ワイド新潟一番（テレビ新潟） - 月曜レギュラー